# والتر كيسلينج
والتر كيسلينج (بالإنجليزية: Walter Kissling)‏‏ (25 أبريل 1931 في ليمون - 28 يناير 2002 في سان خوسيه، كوستاريكا) رئيس تنفيذي من كوستاريكا.